# Neede

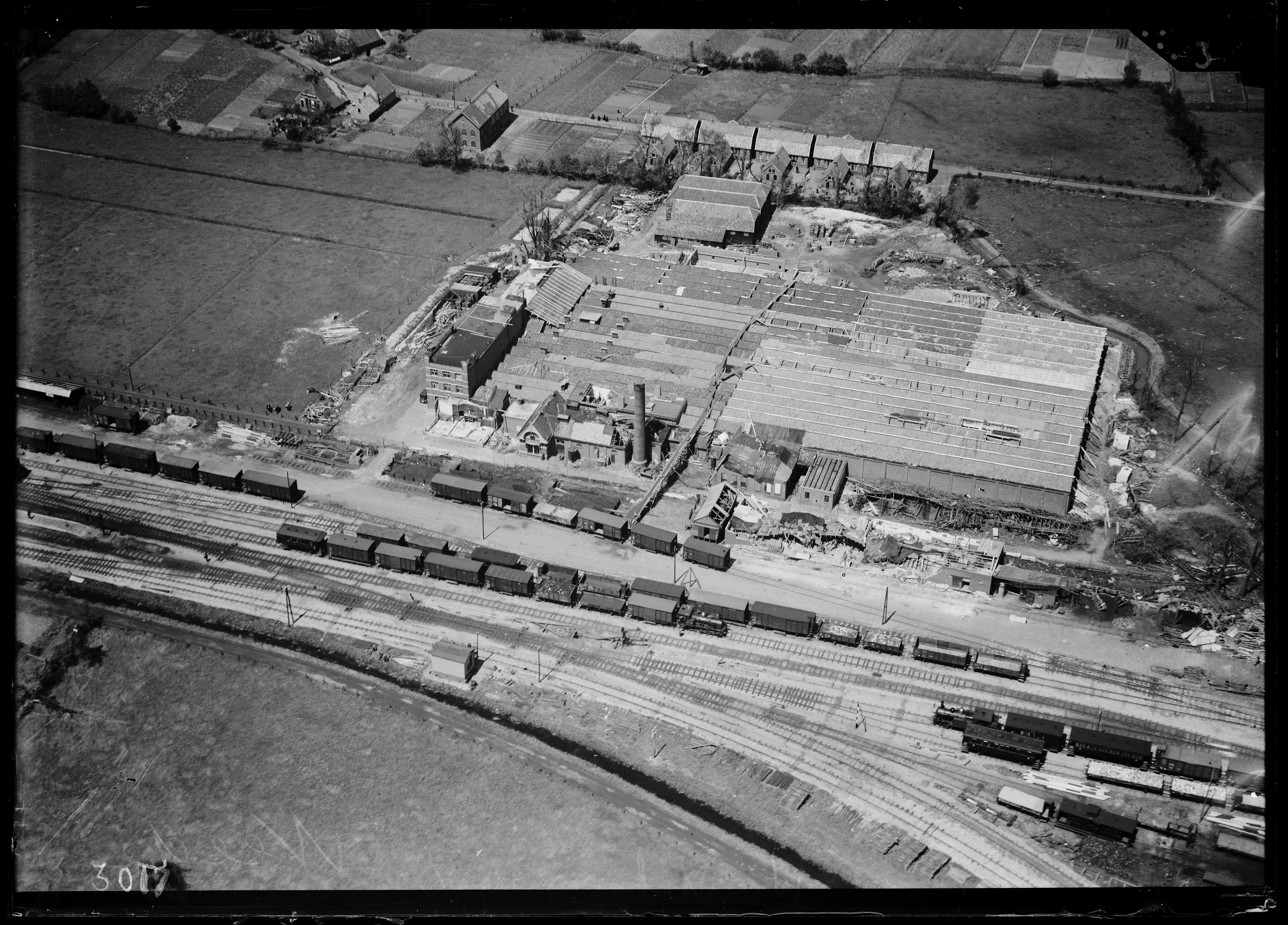
Spooremplacement van Neede in de periode 1920-1940.

Neede (Nedersaksisch: Nee) is een plaats in Nederland, gelegen in de gemeente Berkelland in de Achterhoek, provincie Gelderland. Er wonen ongeveer 9.285 mensen in Neede (2023).

## Geschiedenis
Neede is gesticht langs de hessenweg die liep van Deventer naar Vreden, ter hoogte van de Needse Berg. Het dorp werd onderdeel van heerlijkheid Borculo.
Tussen Neede en Haarlo werd eind 15e eeuw de havezate Jonker Bloo gebouwd.
Rond 1506 is er een kerk gebouwd, waarvan de toren tegenwoordig deel uitmaakt van de Hervormde kerk. De toren is gerestaureerd nadat hij tijdens een storm in de nacht van 22 op 23 september 1945 verwoest werd door een brand. De klokken, waren op de monumentale klok uit 1507 na, weggehaald door de Duitsers tijdens de klokkenvordering in 1943.
In 1623 richtten soldaten onder bevel van Johan t'Serclaes van Tilly, na de Slag bij Stadtlohn, zware schade aan het dorp door brandstichting.
In 1884 werd aan de zuidzijde van Neede het treinstation Neede geopend, dat was uitgevoerd als type GOLS groot. Ter hoogte van dit station kwamen meerdere spoorlijnen bij elkaar. De doorgaande lijn was de spoorlijn Doetinchem - Hengelo. Daarnaast waren er spoorlijnen naar Winterswijk en Hellendoorn. Nadat de diverse spoorlijnen in de loop der jaren zijn opgeheven, is het stationsgebouw in 2001 gesloopt.
Op 1 juni 1927 woedde de stormramp van 1927, waarbij Neede zwaar werd getroffen. Dit was de krachtigste zo ver bekende cycloon in Nederland. Deze storm was krachtiger en verwoestender dan de stormramp van 1925, waarbij met name Borculo werd getroffen en die landelijke bekendheid kreeg. Neede had verder veel steenfabrieken en een omvangrijke textielindustrie. Bovendien was er de jamfabriek van de Tuinbouwmaatschappij "Gelderland" gevestigd. In Neede vindt jaarlijks de Nationale Jammarkt plaats.
Tot 1 januari 2005 was Neede een zelfstandige gemeente, maar ten gevolge van een gemeentelijke herindeling werd Neede toen samengevoegd met de buurgemeenten Borculo, Eibergen en Ruurlo tot Berkelland. De voormalige gemeente Neede maakte deel uit van het kaderwetgebied Regio Twente, hoewel het in de Gelderse Achterhoek ligt. Toch is Neede qua dialect en oriëntatie nauw met Twente verweven en vormt een overgangsgemeente tussen Twente en de Achterhoek. Tot de voormalige gemeente behoorden eveneens het kerkdorp Rietmolen en de plaatsen Lochuizen en Noordijk.

## Bezienswaardigheden
Aan de rand van de plaats Neede in de buurtschap Lochuizen staat De Hollandsche Molen. Buiten het dorp staat nog de havezate Huize De Kamp uit de 17e eeuw. Andere bezienswaardigheden zijn de Grote Kerk en de Sint-Caeciliakerk.

## Needse Berg
Geologisch interessant is de Needse Berg ten noorden van het dorp, een stuwwal uit het Saalien. Vroeger werd hier zand, klei en pele mele voor de steen- en dakpannenindustrie gewonnen in vele groeves. Er is nu in dit voormalige groevegebied een Geologisch natuurpad aangelegd. De woudolifant is teruggekeerd als mascotte. Een speciale kinderroute leidt naar de speel- en klimolifant "Woudy". Door een meetlat van 4,5 meter kunnen bezoekers een indruk krijgen hoe groot de prehistorische woudolifant is geweest.

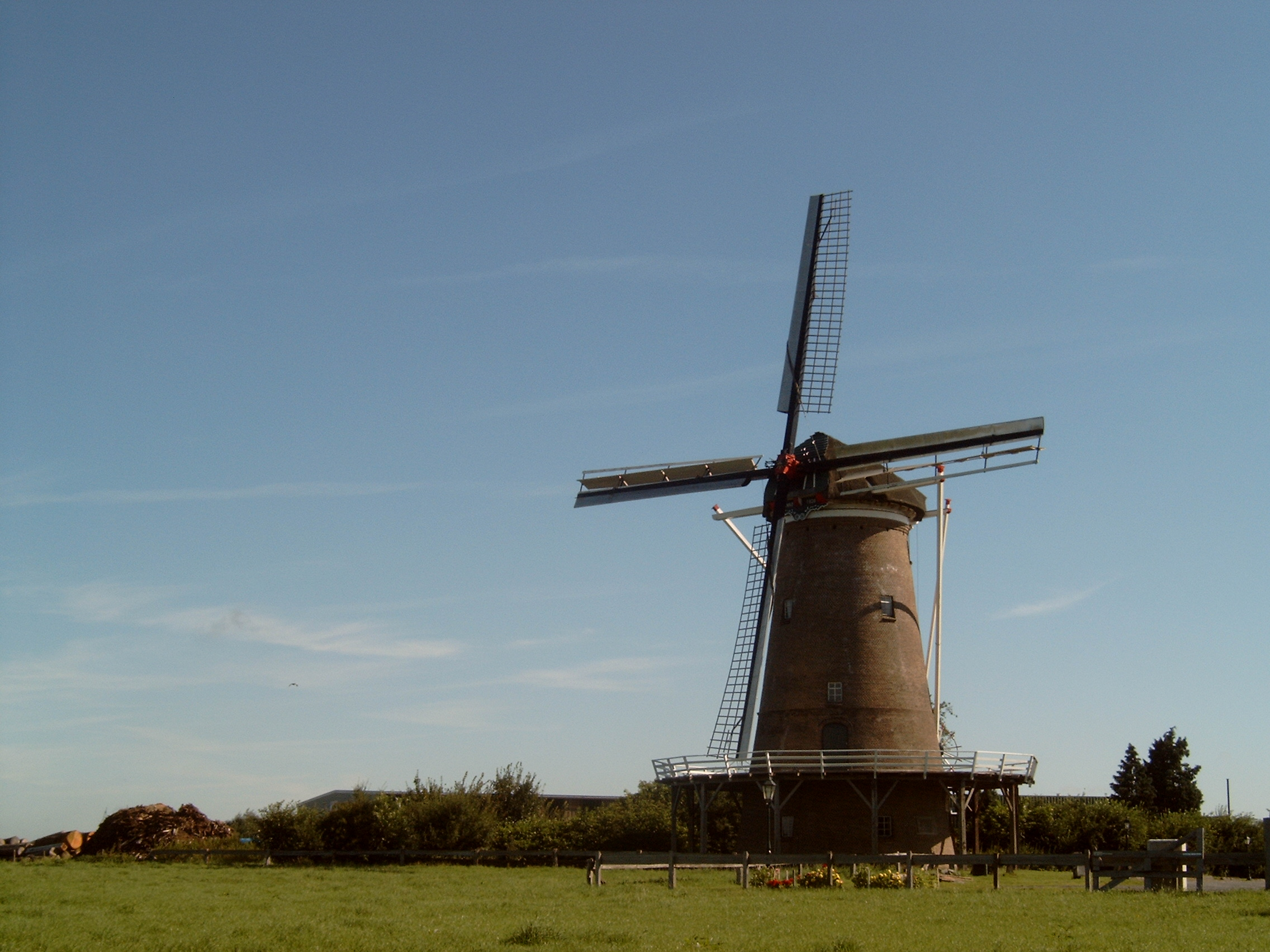
molen bij de Needse Berg

## Geboren
- Willem Sluyter (1627-1673), dominee en schrijver
- Simon de Vries (1870-1944), rabbijn, publicist en taalkundige
- Willem Jiddo Taanman (1876-1935), kunstschilder, tekenleraar, aquarellist en boekbandontwerper
- Albert Hemelman (1883-1951), graficus, kunstschilder, tekenaar, etser, boekbandontwerper en lithograaf
- Jacques Louis Brinkerink (1890-1944), fascist, predikant en burgemeester
- Adriaan Buter (1918-2000), journalist en regionalist
- Gerard Kolthoff (1925-2010), politicus
- Arie Hassink (1950), wielrenner
- Ineke van der Wel-Markerink (1950), politicus
- Dik van der Meulen (1963), schrijver en neerlandicus
- Arne Hassink (1984), wielrenner